# Bobang
Bobang is een bestuurslaag in het regentschap Kediri van de provincie Oost-Java, Indonesië. Bobang telt 3372 inwoners (volkstelling 2010).